# Rubidiumcarbid
Rubidiumcarbid, eigentlich Rubidiumacetylid, ist eine chemische Verbindung des Rubidiums aus der Gruppe der Acetylide mit der Summenformel Rb2C2.

## Synthese
Wird zu einer Lösung von Rubidium in flüssigem Ammoniak Acetylen eingeleitet, kommt es zur Reaktion und zur Bildung eines teilweise deprotonierten Acetylids RbHC2. Durch langsames Erhitzen im Vakuum werden dunkelrote Kristalle von Rubidiumacetylid erhalten.
{\displaystyle {\ce {2Rb+ + 2 C2H2 -> RbHC2 + H2 + 2 NH4+}}}

## Eigenschaften
Rubidiumcarbid taucht in zwei Kristallstrukturen, sogenannten Polymorphen auf, die auch koexistieren können. Die hexagonale Modifikation kristallisiert im Natriumperoxid-Typ, die orthorhombische in einem neuen Typ ähnlich dem Bleichlorid. Hier besetzen die Acetylidhanteln die Bleiplätze des Gitters.

## Reaktionen
Rb2C2 zersetzt sich bei Zugabe von Wasser unter Bildung von Acetylen und Rubidiumhydroxid. Verdünnte und konzentrierte Salzsäure zersetzen es analog, mit Salpetersäure reagiert Rb2C2 explosiv. Von trockenem Sauerstoff wird es bei Raumtemperatur nicht angegriffen, brennt aber in gasförmigem Fluor, Chlor, Brom oder Iod.
Mit flüssigem Schwefel, Phosphor, Arsen, Silizium, und Bor reagiert Rb2C2 nach leichtem Erhitzen.
Rb2C2 reduziert die Oxide von Kupfer, Eisen und Chrom.
Erhitzt man eine Mischung Rb2C2 mit Calcium im Vakuum bildet sich metallisches Rubidium.